# Young Lions
Young Lions (en español: Jóvenes leones), es un drama policíaco australiano que comenzó sus transmisiones el 17 de julio del 2002 por la cadena Nine Network y terminó el 18 de diciembre del 2002.
El programa fue creado por Michael Jenkins y contó con la participación de actores como John Noble, Peter O'Brien, Rhys Muldoon, Essie Davis, Nadine Garner, Kieran Darcy-Smith, Josh Quong Tart, Jonny Pasvolsky, Alan Cinis, Sandy Winton, Jack Finsterer, Steven Vidler, entre otros.

## Historia
La serie se basa en la vida profesional y privada de cuatro detectives novatos, los «jóvenes leones» de South West 101, una estación de policía ubicada en el interior de la ciudad de Sídney.

## Personajes
| Actor              | Personaje          | Trabajo                 | N.º de episodios | Temporada |
| ------------------ | ------------------ | ----------------------- | ---------------- | --------- |
| Alex Dimitriades   | Eddie Mercia       | Detective Oficial Mayor | 22               | 2002      |
| Alexandra Davies   | Donna Parry        | Detective Oficial Mayor | 22               | 2002      |
| Tom Long           | Guy "Guido" Martin | Detective Oficial Mayor | 22               | 2002      |
| Anna Lise Phillips | Cameron Smart      | Detective Oficial Mayor | 22               | 2002      |
| Penny Cook         | Sharon Kostas      | Inspector en Jefe       | 22               | 2002      |
| Katherine Slattery | Madeleine Delaney  | Abogada                 | 22               | 2002      |

### Personajes Recurrentes
| Actor         | Personaje      | Ocupación                         | N.º de episodios | Duración |
| ------------- | -------------- | --------------------------------- | ---------------- | -------- |
| Amie McKenna  | Tracey Bell    | -                                 | 15               | 2002     |
| Socratis Otto | Justin Carmody | Examinador de Escenas de Crímenes | 15               | 2002     |
| Anna Torv     | Irena Nedov    | -                                 | 13               | 2002     |
| John Waters   | Bill Martin    | Detective Mayor                   | 7                | 2002     |
| Sandy Winton  | Ian Martin     | Capitán                           | 3                | 2002     |
| Terry Serio   | Shane Weson    | Detective                         | 3                | 2002     |
| Simon Burke   | Rob Watson     | -                                 | 3                | 2002     |

## Episodios
La serie solo se emitió por una temporada y transmitió 22 episodios.

## Premios y nominaciones
| Año  | Categoría                                          | Premio    | Nominado (a) | Resultado |
| ---- | -------------------------------------------------- | --------- | ------------ | --------- |
| 2002 | Best Actor in a Leading Role in a Television Drama | AFI Award | Tom Long     | Nominado  |

## Producción
La serie fue creada por Michael Jenkins, contó con la participación de los productores Michael Jenkins y Peter Schreck, con la colaboración de Errol Sullivan como productor ejecutivo y Kris Noble como coproductor ejecutivo.
Algunos de los directores de la serie fueron Ian Barry, Michael Jenkins, Geoffrey Bennett, Jessica Hobbs y Ana Kokkinos, y tuvo la participación de los escritores Tony Morphett, Shelley Birse, Deborah Parsons y John Banas.
A la serie le fue mal durante su primera temporada debido a la competencia de otras series dramáticas y el cambio de horario, por lo que se decidió no renovarla para una segunda temporada.